# Kamerlingh Onnes Prize
Der Kamerlingh Onnes Prize ist ein Preis für Experimente zur Supraleitung, der seit 2000 alle drei Jahre von der International Conference on the Materials and Mechanisms of Superconductivity (M2S) auf deren Konferenz verliehen wird. Er ist nach dem Entdecker der Supraleitung Heike Kamerlingh Onnes benannt.
Der Preis würdigt „herausragende Experimente zur Natur der Supraleitung außerhalb der Materialforschung“, ist mit 7.500 Dollar dotiert und wird von dem Wissenschaftsverlag Elsevier, dem Herausgeber der Zeitschrift Physica C, die sich mit Supraleitung befasst, gesponsert.
Er ist nicht mit der Kamerlingh Onnes Medaille der Koninklijke Nederlandse Vereniging voor Koude (KNVvK) für Tieftemperaturphysik und -technologie zu verwechseln, die seit 1950 alle vier Jahre vergeben wird und mit einer Goldmedaille verbunden ist.

## Preisträger
Jeweils mit der offiziellen Laudatio:
- 2000 Zhi-Xun Shen für Beiträge zur Aufklärung der elektronischen Struktur von Hochtemperatursupraleitern und stark korrelierten elektronischen Materialien durch winkelaufgelöste Photoelektronen-Spektroskopie.
- 2003  George Crabtree und Eli Zeldov für wegweisende Pionierexperimente die das Phasendiagramm von Wirbeln in Hochtemperatursupraleitern unter verschiedenen Bedingungen von Unordnung und Anisotropie ergaben.
- 2006 Nai Phuan Ong, Hidenori Takagi und Shin-ichi Uchida für wegweisende Pionierarbeiten über Transporteigenschaften, die die unkonventionelle Natur des metallischen Zustands in Kupfer-Hochtemperatursupraleitern erhellten.
- 2009 J. C. Séamus Davis dafür, dass er die Grenzen von Spectroscopic Imaging STM bei tiefen Temperaturen erweiterte und sie für Pionierarbeiten bei Kupfer-Hochtemperatursupraleitern anwandte,  Aharon Kapitulnik für wegweisende Arbeiten über Zeitumkehr-verletzende Effekte bei unkonventionellen Supraleitern mit Magnetooptik, an John M. Tranquada für Pionierarbeiten mit Neutronenstreuung die zur Entdeckung von Streifen-Phasen bei Kupfer-Hochtemperatursupraleitern führten.
- 2012 Herbert A. Mook für bedeutende Experimente mit Neutronenspektroskopie und -beugung an Supraleitern über mehrere Jahrzehnte, speziell Supraleiter mit magnetischen Tendenzen, Teunis M. Klapwijk für bedeutende Experimente über Nanostrukturen aus Supraleitern und Ferromagneten und Supraleitern und normalen Metallen, und Øystein H. Fischer für seine führende Rolle bei magnetischen Supraleitern und Pionier-Untersuchungen mit Rastertunnelmikroskopen (STM)  in Kupfer-Hochtemperatursupraleitern.
- 2015 Gilbert Lonzarich für visionäre Experimente über die Entstehung von Supraleitung bei stark renormalisierten Quasiteilchen an der Grenze zu magnetischer Ordnung.
- 2018 Yuji Matsuda und Louis Taillefer für die Aufklärung der Suprakonduktivität in unkonventionellen Supraleitern.
- 2022 Bernhard Keimer für aufschlussreiche Neutronen- und Röntgenstreuexperimente, die resonante magnetische Anregungen und Ordnungsphänomene in Cuprat-Supraleitern aufdecken, Giacomo Ghiringhelli für bahnbrechende Experimente mit resonanter inelastischer Röntgenstreuung (RIXS) an Cuprat-Supraleitern, Pengcheng Dai für bahnbrechende Beiträge zur Aufklärung der magnetischen Eigenschaften von Cuprat- und Eisen-basierten Supraleitern.